# 大鸟圭介
大鸟圭介（日语：／ Ōtori Keisuke，1833年4月14日—1911年6月15日），日本江户时代末期幕臣、军人，明治时代官僚、外交官。受封正二位、勋一等、男爵。

## 简历

### 幕府时期

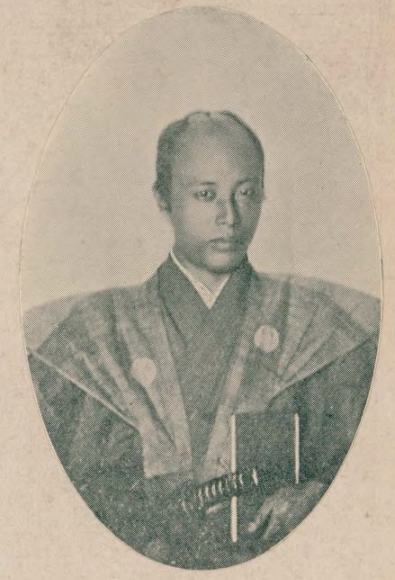
幕末的大鸟圭介

大鸟圭介为播磨國赤穗郡赤松村（今兵库县赤穗郡上郡町岩木丙石户）的一名医生小林直辅之子，幼名小林庆太郎。幼时与其父一样，就读于閑谷學校，学习汉学、儒学、汉方医学。1849年（嘉永2年）返回家乡上郡，为蘭方医師做助手（也是在这段时间改名为圭介）。嘉永5年（1852年）5月2日，为学习蘭學，前往大阪到绪方洪庵开办的適塾研读蘭學和西洋医学。安政元年（1854年），还在適塾读书时即与人一同前往江戶。期间得到薩摩藩聘用，协助进行翻译。其后到坪井塾担任塾头，从此开始关注重点转移到军事、工程等问题上，在这段时间学习西方军事学说和摄影术。也是在这段时间，大鸟结识了胜海舟。
安政4年（1857年），在绳武馆担任兵学教授，同时向中濱萬次郎学习英语。安政5年（1858年），经服部元彰介绍当了尼崎藩的一名藩士，待遇为8人扶持。安政6年（1859年），经德島藩到蕃書調所任职。次年翻译出版了《炮科新编》一书，这也是日本第一本金属活字印刷的著作，而所使用的活字印刷技术也得名“大鸟活字”。后来又陆续出版了不少使用“大鸟活字”的书籍。
文久元年（1861年）12月，大鸟得到江川英敏的推荐，到御铁炮方附蘭书翻译方任职。文久3年（1863年）8月20日，到海陆军兵书取调方任职，同时兼任开成所教授。期间向幕府进言，实行兩院制。元治2年（1865年）1月28日，转赴陆军所任职，其后担任富士见御宝藏番格一职，正式成为幕臣，作为旗本领俸禄50俵、3人扶持。
慶應3年（1867年）1月，受幕府勘定奉行小栗忠順之托，大鸟与同为幕臣的矢野二郎、荒井郁之助、沼间守一等一同创立传习队。大鸟任步兵队长，负责士兵教育。10月23日，升任步兵头并（校级军官），负责幕府陸軍的教育和训练工作。

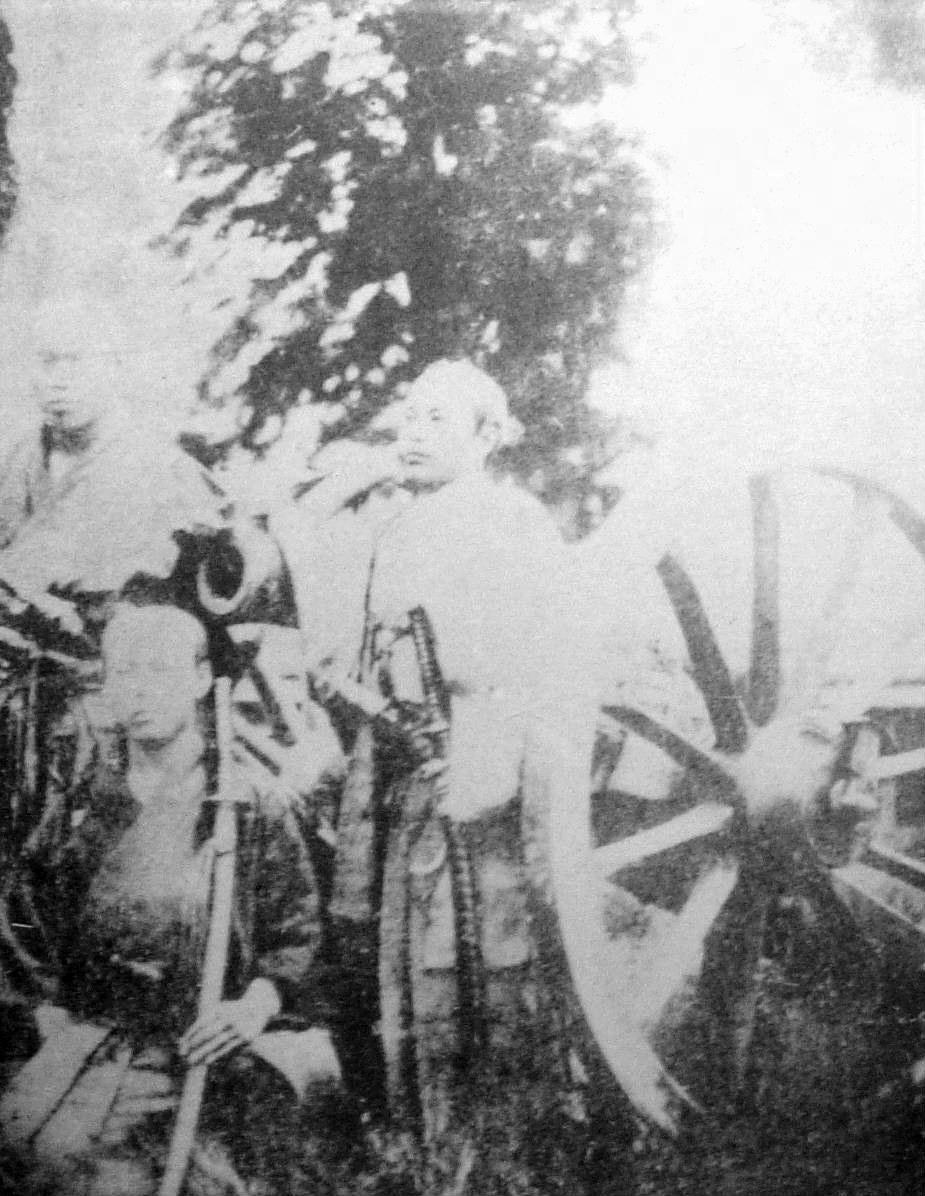
照片中央者为大鸟圭介

慶應4年（1868年）1月28日，晋升为步兵头。鸟羽伏见之战后，在江戶城召开的会议（日语：評定）上，小栗忠順、水野忠徳、榎本武揚与大鸟等强硬派主张继续作战。2月28日，大鸟获擢升为步兵奉行（将级军官），成为幕府陆军高层之一（老中一人、若年寄两人、步兵奉行三人）。4月1日，江戶開城，大鸟率领传习队撤出江户，经本所、市川，抵达小山、宇都宮与今市、藤原、会津等地，与松平太郎、土方歲三等抵抗分子会合，转战各地。8月21日，母成峠之战爆发，传习队遭受新政府军沉重打击，几乎全军覆没，残部撤退到仙台。大鸟部在仙台与榎本武揚部会合，一同渡海前往蝦夷地，大鸟随后在蝦夷共和國任步兵奉行。箱館戰爭期间大鸟率军且战且退，但新政府军紧追不放，连番战斗后，明治2年（1869年）5月18日大鸟率部于五稜郭投降，大鸟本人则被押送至东京，关入军务局纠问所（日语：軍務局糺問所）的监牢。

### 明治政府时期
明治5年（1872年）1月8日，大鸟获特赦出狱，随即在新政府任职，历任左院少议官、开拓使五等等职位，并曾兼任大蔵小丞等职；又出访各国，考察欧美国家的垦荒、开发用的机械，以及参加与各国关于发行公债的谈判。
1874年（明治7年）3月返回日本，重返开拓使一职，受命为陆军大佐，任工部省四等，此后作为技术官僚为日本的殖產興業政策作贡献。任工作局长期间，统管所有的官营工场，兴办水泥、玻璃、造船、紡織等行业的示范企业，同时积极发展基础设施。同时担任内国劝业博览会审查员，为在日本国内普及各个行业，尽力提升民间水平，创办《工业新报》以介绍先进技术，又翻译了《堰堤筑法新按》，向民间推广水利、堤坝技术。
1877年（明治10年），出任工部大学校校长。1881年（明治14年）12月3日，晋升为工部技监，这一职务作为勅任官之一，成为了技术人员所能获得的最高级别的职位。同年获任命为东京学士会院会员。1885年（明治18年）12月28日，就任元老院議官。1886年（明治19年）4月10日，出任学习院院长、并兼任华族女学校校长。
其后大鸟开始投身外交领域。1889年（明治22年）6月3日受任命为驻清国特命全权公使，11月到任。1893年（明治26年）7月，兼任朝鲜公使，1894年到朝鲜赴任。在朝鲜公使任上大鸟极力劝诱興宣大院君进行日本主导的现代化改革，但受到朝鲜国内反日势力的反对，大鸟的外交交涉并不顺利。1894年10月11日卸任公使一职回国。同年11月10日担任樞密院顾问官。
1900年（明治33年）5月9日，因长年作出的贡献，受封男爵。
1902年（明治35年）9月28日，小田原大海嘯导致多人死伤，大鸟的儿子也在灾难中遇难。
1911年（明治44年），在神奈川縣足柄下郡国府津町的别墅中因食道癌逝世。

## 荣勋
- 1888年（明治21年）5月29日 - 勳二等旭日重光章[4]
- 1889年（明治22年）11月25日 - 大日本帝国宪法发布纪念章[5]
- 1895年（明治28年）
  - 6月21日 - 勳一等瑞寶章[6]
  - 10月31日 - 旭日大綬章[7]
- 1897年（明治30年）12月27日 - 正三位[8]
- 1900年（明治33年）5月9日 - 男爵[9]
- 1905年（明治38年）2月20日 - 從二位[10]
- 1911年（明治44年）6月15日 - 正二位[11]

## 逸闻

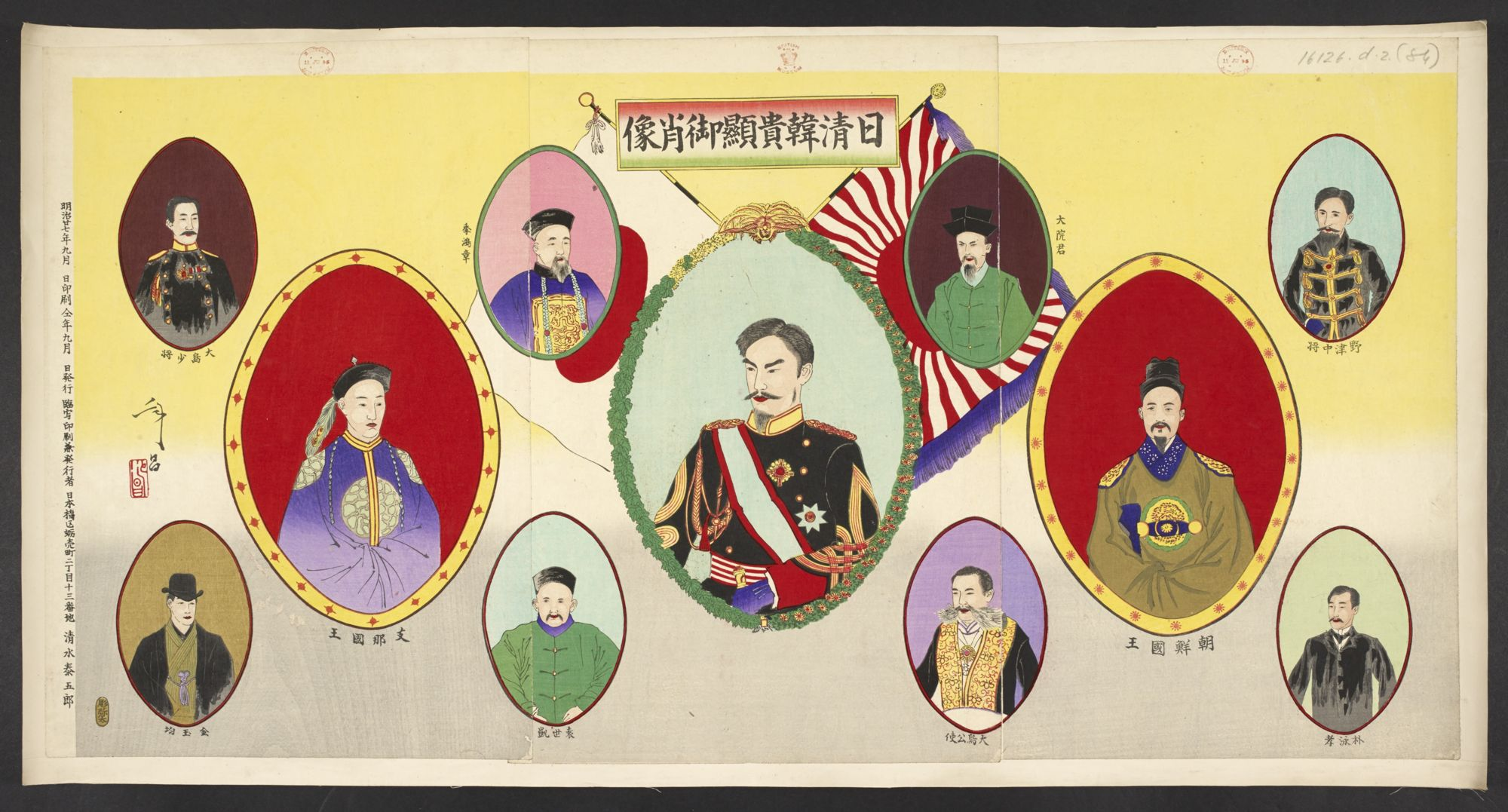
日清韓三国的高官。（1894）
----
野津道貫，朴泳孝，朝鮮高宗，興宣大院君，大鳥圭介，明治天皇，李鴻章，袁世凱，光緒帝，大島義昌，金玉均

- 晚年大鸟曾自称“虽然精通用兵，但是实际作战指挥水準并不佳”。有传闻称在五稜郭之战战败的关键时刻，大鸟对着打算拼死抵抗的同僚说道，“想要死的话，什么时候死都可以。现在投降不也落得痛快么”。
- 维新功臣之一板垣退助对大鸟的评价非常低，“大鸟指挥军队的时候，首先修建用来进军的道路，依靠这种做法得胜太过简单。要是带兵从沼泽之间神出鬼没，那才真是让人不知所措。”[12] 但是，传习队在战争中迫使板垣、以及沼間守一等领导的新政府军屡屡苦战，而传习队野战指挥官的上司正是大鸟本人，为前线官兵提供支援是其职责所在。另一方面，板垣、沼間等人为自由黨主要人物，与身为政府高官的大鸟在明治初期经常产生对立，评价难免有失偏颇。
- 据传西乡隆盛以及萨摩藩士兵对于大鸟的用兵颇为畏惧。[13]。